# Зографско јеванђеље
Зографско Јеванђеље (лат. Codex Zographensis) је старословенски рукопис јеванђеља писан на глагољици. Потиче из друге половине 10. или почетка 11. века. Писано је негде у Македонији, а пронађено је 1843. године у манастиру Зограф на Светој Гори. Сачувано је 303 листа пергамента.
У рукопису су присутне грчке речи које још нису преведене на старословенски језик.
Данас се чува у Руској националној библиотеци у Санкт Петербургу, заједно са Маријинским јеванђељем.